# Pietro Palmaroli

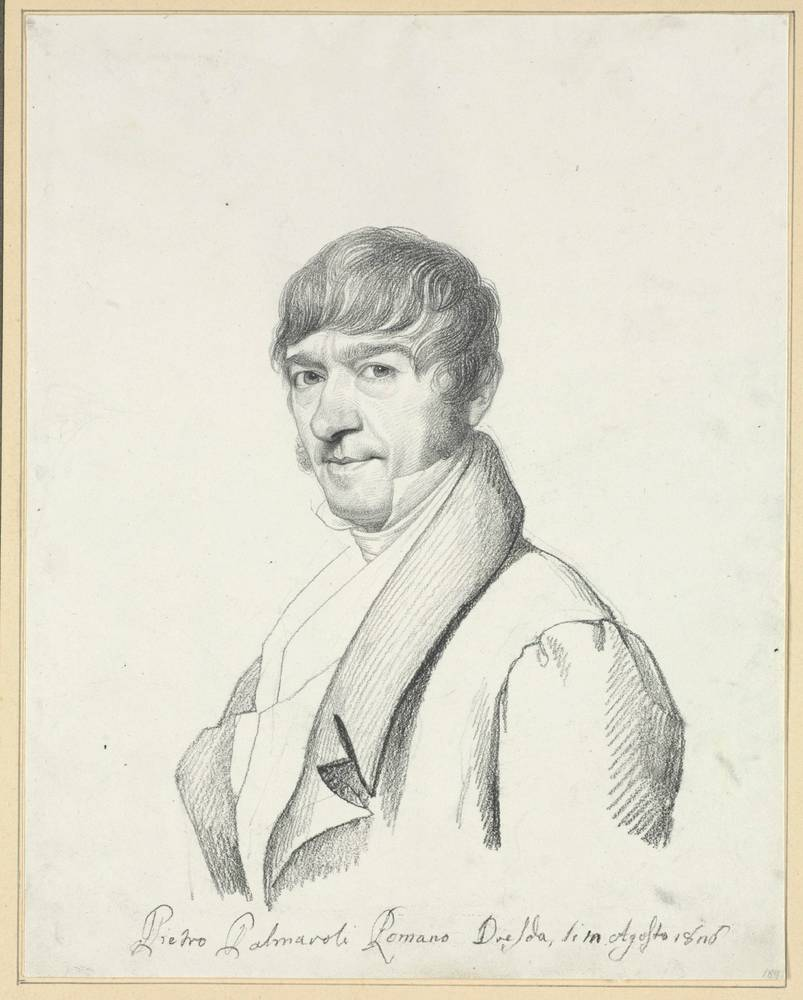
Pietro Palmaroli auf einer Zeichnung von Carl Christian Vogel von Vogelstein von 1810

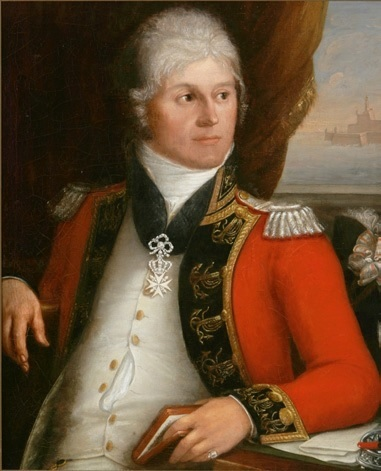
Wincenty Raczyński gemalt von P. Palmaroli

Pietro Palmaroli (geb. 1778 (?) in Rom; gest. 1828 ebenda) war Maler und Restaurator mit hauptsächlichem Wirkungsort Dresden.
Im Kupferstichkabinett Dresden befindet sich ein 1810 entstandener Stich mit dem Porträt Palmarolis von Carl Christian Vogel von Vogelstein (1788–1868) mit der Inventar-Nummer C 3281. Palmaroli restaurierte hauptsächlich für die Dresdner Gemäldegalerie Alte Meister. Einer der wichtigsten Maler der Renaissance, dessen Gemälde durch ihn restauriert wurden, war Paolo Veronese (1528–1588). Auch Werke des Daniele da Volterra restaurierte er, wie das Fresko in der Kapelle Orsini di Trinità de Monti, Szene: Kreuzabnahme (1541). Außerdem restaurierte er 1825 in Dresden Raffaels Madonna di San Sisto, nachdem er sich in Rom als Restaurator einen Namen gemacht hatte, besser bekannt als die Sixtinische Madonna. Palmaroli galt als der berühmteste Gemälderestaurator seiner Zeit. Er betätigte sich auch als Porträtmaler bzw. als Kunsthändler. So exportierte er im Auftrag und unter der Protektion von Atanazy Raczyński Kisten mit Kunstwerken aus Rom an das Nationalmuseum (Posen). Ein Porträt des Wincenty Raczyński von der Hand Palmarolis befindet sich im Nationalmuseum in Posen. Die Familie der Raczyński nannte man auch die Posener Medici. Das bezieht sich auf deren Rolle als Mäzen.
Ein Schüler Palmarolis namens Carl Wilhelm Lieber sollte sich in Weimar hauptsächlich als Bühnenbildner einen Namen machen. Auch William Kemlein erlernte bei Johann August Renner in Dresden, der wiederum Schüler von Palmaroli war, die Kunst der Gemälderestaurierung. Kemlein sollte in Weimar als Gemälderestaurator größere Wirksamkeit entfalten.
Palmarolis Restaurierungsmethoden waren schon frühzeitig Gegenstand von Untersuchungen gewesen.